# Generalized Markup Language
Generalized Markup Language (GML) is een markeertaal voor tekstdocumenten.

## Basisidee
GML is bedoeld voor het geven van alle aanwijzingen over de structuur van de tekst die nodig zijn om de tekst op te kunnen maken. Het doel is daarbij om niet de concrete opmaak aan te geven, maar de abstracte structurele kenmerken van de tekst.  De concrete opmaak wordt dan op een generieke manier aan die abstracte elementen gekoppeld.  Terwijl de concrete opmaak altijd zal afhangen van keuzen van de grafisch ontwerper en eigenschappen van het weergavemedium (aantal kleuren van het beeldscherm, afmetingen van het papier enzovoorts), is de abstracte opmaak daar idealiter volkomen van onafhankelijk.  Dit idee wordt generieke of apparaatonafhankelijke opmaak genoemd.

## Geschiedenis
GML werd in 1969 ontwikkeld bij IBM door Charles Goldfarb, Edward Mosher en Raymond Lorie.
GML was beschikbaar als een verzameling macro's voor SCRIPT, het standaard-opmaaksysteem voor IBM 370-computers. In de praktijk konden dus GML- en SCRIPT-opmaak vrijelijk worden gemengd, iets wat ook geldt voor bijvoorbeeld LaTeX en TeX.
Meteen na aflevering van GML begon Goldfarb aan een opvolger die juist strikt van concrete opmaak gescheiden moest zijn.  Dit leidde uiteindelijk tot Standard Generalized Markup Language (SGML).

## Voorbeeld
Hier volgt een klein fragment.
```
:h1.Voorbeeld van GML
:p.Dit is een alinea
en hier is een geordende lijst
:ol
:li.eerste onderdeel
:li.tweede
:li.en het derde
:eol.

```